# Saint-André-de-Lidon
Saint-André-de-Lidon é uma comuna francesa na região administrativa da Nova Aquitânia, no departamento de Charente-Maritime. Estende-se por uma área de 23,83 km². Em 2010 a comuna tinha 1 120 habitantes (densidade: 47 hab./km²).